# Puimolar
Puimolar és una localitat que pertany al municipi d'Areny de Noguera, a la Ribagorça (Aragó).
Està situada a l'esquerra de la Valira de Cornudella, més amunt de Ribera de Vall.
Pertanyia al monestir de Santa Maria de Lavaix. Va formar part de l'antic municipi de Cornudella de Valira.